# 西門洛帕克 (加利福尼亞州)
西門洛帕克（英語：West Menlo Park）是位於美國加利福尼亞州聖馬刁縣的一個人口普查指定地區。

## 地理
西門洛帕克的座標為37°26′01″N 122°12′11″W / 37.43361°N 122.20306°W，而該地最高點為海拔高度34米（即112英尺）。

## 人口
根據2010年美國人口普查的數據，西門洛帕克的面積為1.259平方千米，均為陸地。當地共有人口3659人，而人口密度為每平方千米2,906人。